# Tengellidae
Tengellidae este o familie de păianjeni araneomorfi. 
Familia cuprinde păianjeni cu 8 ochi, răspândiți în America Centrală, America de Sud și Madagascar. După unele caractre acești păianjeni par o încrucișare între familiile Thomisidae și Clubonidae, foarte evident la speciile Lauricius. 

## Sistematică
În prezent familia incude peste 30 de specii grupate în 8 genuri. Însă sunt și unele dezacorduri cu privire la dimensiunea și amplasarea în cadrul taxonomiei păianjenilor. Chiar dacă din 1978 familie e considerată ca o unitate taxonomică, unii autori plasează genuriile acestei familii în Zorocratidae, Clubionidae sau Miturgidae.
În 2008, genul Haurokoa a fost redenumită în Wiltona.
- Anachemmis - Chamberlin, 1919 (SUA, Mexic; 5 specii)
- Calamistrula - Dahl, 1901 (Madagascar; 1 specie)
- Lauricius - Simon, 1888 (SUA, Mexic; 2 specii)
- Liocranoides - Keyserling, 1881 (SUA; 5 specii)
- Socalchemmis - Platnick & Ubick, 2001 (SUA, Mexic; 17 specii)
- Tengella - Dahl, 1901 (America de Sud, Costa Rica, Mexic; 3 specii)
- Titiotus - Simon, 1897 (Brazilia, SUA; 3 specii)
- Haurokoa - Koçak & Kemal, 2008 (Noua Zeelandă; 1 specie)